# Ewa Kwiatkowska (prawnik)
Ewa Zofia Kwiatkowska (ur. 14 maja 1930 w Częstochowie) – polska sędzia, poseł na Sejm PRL VII kadencji.

## Życiorys
W 1951 przystąpiła do Polskiej Zjednoczonej Partii Robotniczej. W 1956 uzyskała wykształcenie wyższe na Wydziale Prawa Uniwersytetu Wrocławskiego. W 1960 mianowano ją aplikantem sądowym w okręgu Sądu Wojewódzkiego we Wrocławiu. W 1962 pracowała jako asesor sądowy w Sądzie Powiatowym w Wałbrzychu. W latach 1963–1967 była sędzią, a także wiceprezesem Sądu Powiatowego w Trzebnicy. Od 1967 do 1970 pełniła funkcję prezesa Sądu Powiatowego w Oleśnicy, a w latach 1970–1974 była sędzią Sądu Wojewódzkiego we Wrocławiu. Z dniem 1 stycznia 1975 powołano ją na stanowisko sędziego w Okręgowym Sądzie Pracy i Ubezpieczeń Społecznych we Wrocławiu. W 1976 uzyskała mandat posła na Sejm PRL w okręgu Wrocław. Zasiadała w Komisji Spraw Wewnętrznych i Wymiaru Sprawiedliwości oraz w Komisji Pracy i Spraw Socjalnych, której był zastępcą przewodniczącego.